# Гомеш, Гильерме
Гильерме Энрике Бернардинели Гомеш (порт.-браз. Guilherme Henrique Bernardineli Gomes), более известный, как Гильерме Гомеш (порт.-браз. Guilherme Gomes; Пустой шаблон {{ВД-Преамбула}} ) — бразильский футболист, полузащитник клуба «Фламенго».

## Клубная карьера
Гомеш — воспитанник клубов «Ажуриж» и «Фламенго». 20 ноября 2024 года в матче против «Куяба» он дебютировал в бразильской Серии A за основной состав последних. В этом же поединке Гильерме забил свой первый гол за «Фламенго».